# Upper West Side

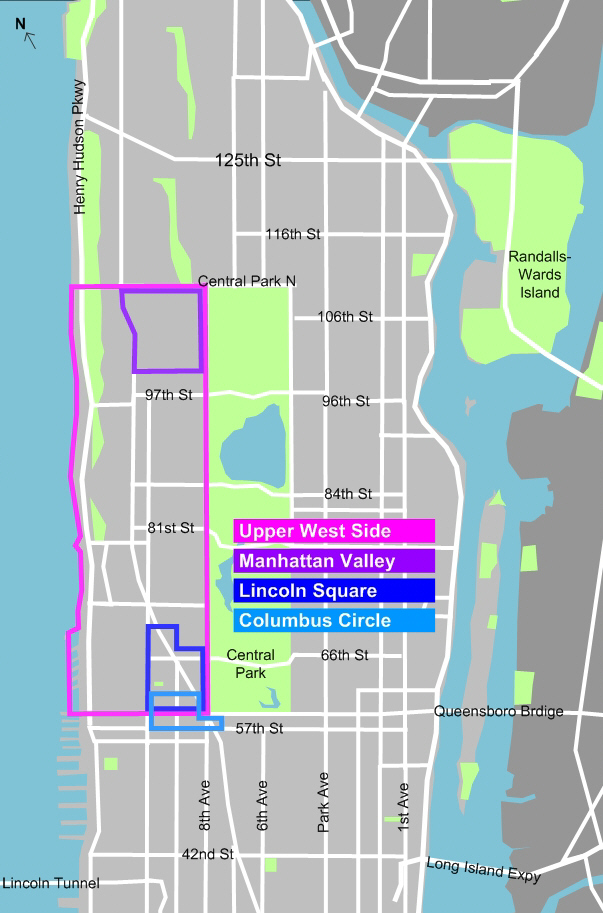
Localisation de l'Upper West Side.

L'Upper West Side est un quartier de la ville de New York, situé au nord-ouest de l'arrondissement de Manhattan, entre Central Park et l'Hudson. Sa limite sud-est est la 59e rue, du côté de Midtown, et sa limite nord la 110e, vers Morningside Heights et au-delà Harlem. Le bord de l'Hudson est entièrement occupé par le Riverside Park.

## Histoire
Au départ, le district de Bloomingdale (du néerlandais Bloemendal, « vallée des fleurs ») occupait tout l'ouest de Manhattan, de la 23e jusqu'à la 125e rue. On y trouvait des fermes et des résidences champêtres appartenant aux plus riches habitants de New York. L'artère principale était Bloomingdale Road, qui commençait là où se trouve maintenant Union Square et traversait tout le secteur jusqu'à Morningside Heights. 
À partir du XIXe siècle, les grandes demeures coloniales, largement espacées le long de l'avenue, furent concurrencées par de nombreuses constructions modestes. Certaines parties devinrent des quartiers véritablement populaires. La création de Central Park, sur une zone occupée par une population vivant dans des logis précaires, provoqua un flux migratoire vers l'ouest de l'île, où l'on vit pousser de façon anarchique des cabanes au milieu des pensions de famille et des tavernes bruyantes. 
Au fur et à mesure que s'opérait cette transformation, l'ancien nom de Bloomingdale Road laissa place à celui de Broadway. En 1868, la ville de New York commença à niveler la route et à lui donner un tracé rectiligne. On l'appela pour un temps « The Boulevard », jusqu'à ce que le nom de Broadway s'impose définitivement au début du XXe siècle.
Le développement du quartier prit du retard pendant la construction de Central Park, et fut ensuite ralenti par la crise bancaire de mai 1873. Les choses s'améliorèrent avec l'arrivée du train de desserte urbaine et le déménagement  de l'université Columbia à Morningside Heights dans les années 1890. La construction du quartier s'emballa alors véritablement entre 1885 et 1910.
Dans les années 1900, la population habitant la partie d'Upper West Side au sud de la 67e rue était majoritairement afro-américaine. On suppose que le surnom de « San Juan Hill » leur fut dédié, en commémoration de la victoire de San Juan à Cuba en 1898, lors de la guerre hispano-américaine, à laquelle avait largement contribué cette communauté. Au début des années 1960, on y tourna West Side Story, puis le quartier fut entièrement rasé pour y construire le Lincoln Center et les immeubles d'habitation « Lincoln Towers », entre 1962 et 1968. 
Un autre plan de réaménagement urbain a été élaboré, au sud-ouest de Upper West Side, comportant le remplacement d'anciennes voies de chemin de fer par le complexe résidentiel de « Riverside South » et l'extension vers le sud de Riverside Park. Après qu'un projet comprenant une tour de 152 étages fut rejeté par la population en 1985, une réalisation plus modeste commença à voir le jour dans les années 1990 et elle est presque achevée en 2004.

## Monuments

### Sièges commerciaux
- American Broadcasting Company (ABC) près du Lincoln Center
- Time Warner

### Culture
- American Museum of Natural History
- Lincoln Center
- Beacon Theater
- Musée des enfants de New York
- New York Historical Society
- Symphony Space

### Enseignement
- Université Columbia
- Une annexe de la Fordham University du Bronx
- Trinity School

### Immeubles remarquables

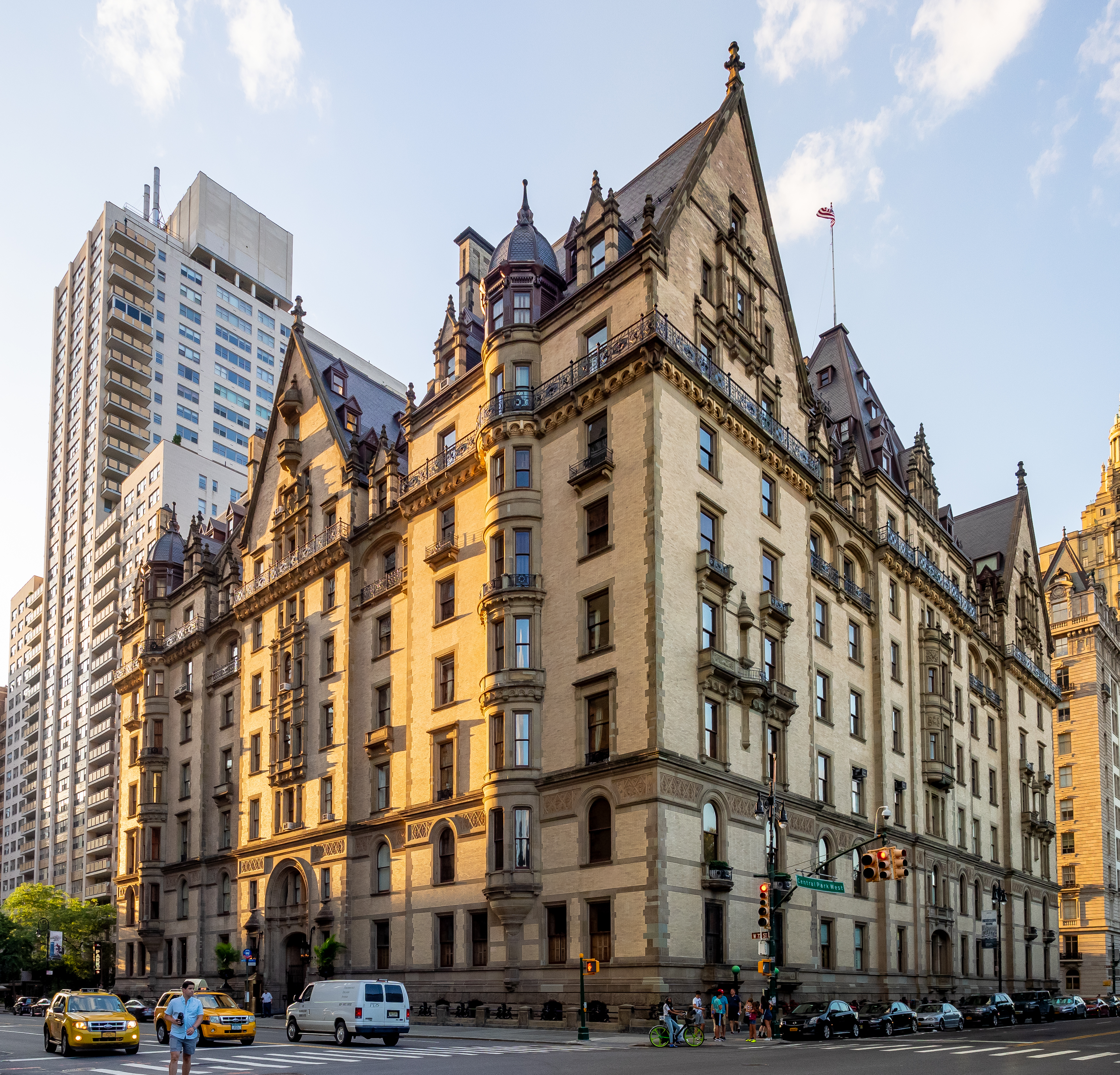
L'immeuble The Dakota.

Le long de Central Park West, sur son flanc ouest, on trouve quelques-uns des immeubles les plus célèbres de Manhattan. Le Dakota, situé à l'angle de la 72e rue, a été la demeure de nombreux artistes célèbres, dont Lauren Bacall, Judy Garland et John Lennon. Il fut également un temps la résidence de Leonard Bernstein, auteur de West Side Story, dont l'action se déroulait à proximité.
D'autres immeubles réputés sont situés en bordure du parc : le San Remo, l'Eldorado, le Beresford, tous construits par l'architecte d'origine hongroise Emery Roth. 
Sur Broadway, on trouve l'Apthorp, le Level Club et l'Ansonia.

### Autres (à Morningside Heights)
- La cathédrale Saint-Jean le Divin
- L'église du Saint-Sacrement de Manhattan
- La tombe d'Ulysses Grant

Le long d'Amsterdam Avenue, de Columbus Avenue et de Broadway, on trouve des alignements de restaurants chics, de salons de thé et d'épiceries fines.

## Dans la culture populaire
Le Upper West Side a servi de décor pour de nombreuses productions cinématographiques et télévisuelles. 
- La Garçonnière (The Apartment, 1960), de Billy Wilder, se situe dans l'Upper West Side.
- West Side Story (1961) est filmé dans des habitations qui ont été rasées pour faire place au Lincoln Center.
- Rosemary's Baby (1968), l'appartement est situé dans le Dakota Building.
- Panique à Needle Park (The Panic in Needle Park, 1971). Needle Park (parc de l'aiguille) était le surnom donné au Sherman Square par les toxicomanes dans les années 1960/1970.
- Plusieurs films de Woody Allen, dont la fin de Annie Hall (1977) (une scène montre Thalia Theater).
- SOS Fantômes (Ghostbusters, 1984), le début du film, quand la bibliothèque est occupée par les fantômes, a été filmé à l'université Columbia et le bâtiment où habite le personnage de Sigourney Weaver est situé au 55 Central Park West, dans la 66e rue.
- JF partagerait appartement (Single White Female, 1992), l'appartement est situé dans l'immeuble The Ansonia.
- Une journée en enfer (Die Hard: With a Vengeance, 1995), comporte une scène à la station de métro entre la 72e rue et Broadway.
- Vous avez un mess@ge (You've Got Mail, 1998).
- Au nom d'Anna (Keeping the Faith, 2000), se passe dans différentes églises du quartier.
- Vanilla Sky (2001), l'accident de voiture au cœur du film se produit à Riverside Park, près de la 96e rue.
- La Tentation de Jessica (Kissing Jessica Stein, 2002).
- Le Come-Back (Musics and Lyrics, 2007) de Mark Lawrence. Ce dernier a choisi le quartier de New York dans lequel il vit comme décor. La façade et le hall d'entrée du film sont ceux de son immeuble dans l'Upper West Side.

Pour la télévision, on peut citer How I Met Your Mother, New York, police judiciaire, Seinfeld, Sex and the City, Will et Grace et Gossip Girl.
Le photographe Alvin Baltrop a documenté la vie de la communauté gay du quartier à la fin du XXe siècle.